# Гальвес, Хосе
Хосе Бернардо де Гальвес и Гальярдо (исп. José Bernardo de Gálvez y Gallardo; 2 января 1720, Мачаравиайя — 17 июня 1787, Аранхуэс) — испанский юрист и политик. Правительственный инспектор Новой Мексики, снарядивший несколько экспедиций для исследования Верхней Калифорнии.

## Биография
Хосе де Гальвес начал карьеру юристом во французском посольстве в Мадриде и секретарём маркиза Херонимо Гримальди во время «Семейного пакта», действовавшего с 1761 года. Вскоре Карл III назначил Хосе де Гальвеса государственным инспектором с поручением надзирать над Хоакином де Монтсерратом, который в то время был вице-королём Новой Испании.
Уменьшение налоговых сборов из этой колонии вызывало недоверие двора к вице-королю и в 1764 году Хосе де Гальвес получил неограниченные полномочия в Новой Испании. Он ввёл монополию на табак и обложил новыми налогами торговлю мукой и спиртным. При нём были приняты меры по борьбе с контрабандой на таможнях в Веракрусе и Акапулько. На местах были образованы казначейства. Эти реформы послужили увеличению доходов казны с 6 миллионов песо в 1763 году до 12 миллионов песо в 1773 году.
Однако последующие, армейские реформы Хосе де Гальвеса не вызвали одобрения короля, который назначил нового вице-короля и поручил Гальвесу изгнание иезуитов из колонии и изъятие имущества, принадлежащего ордену.